# 흐라데츠크랄로베구

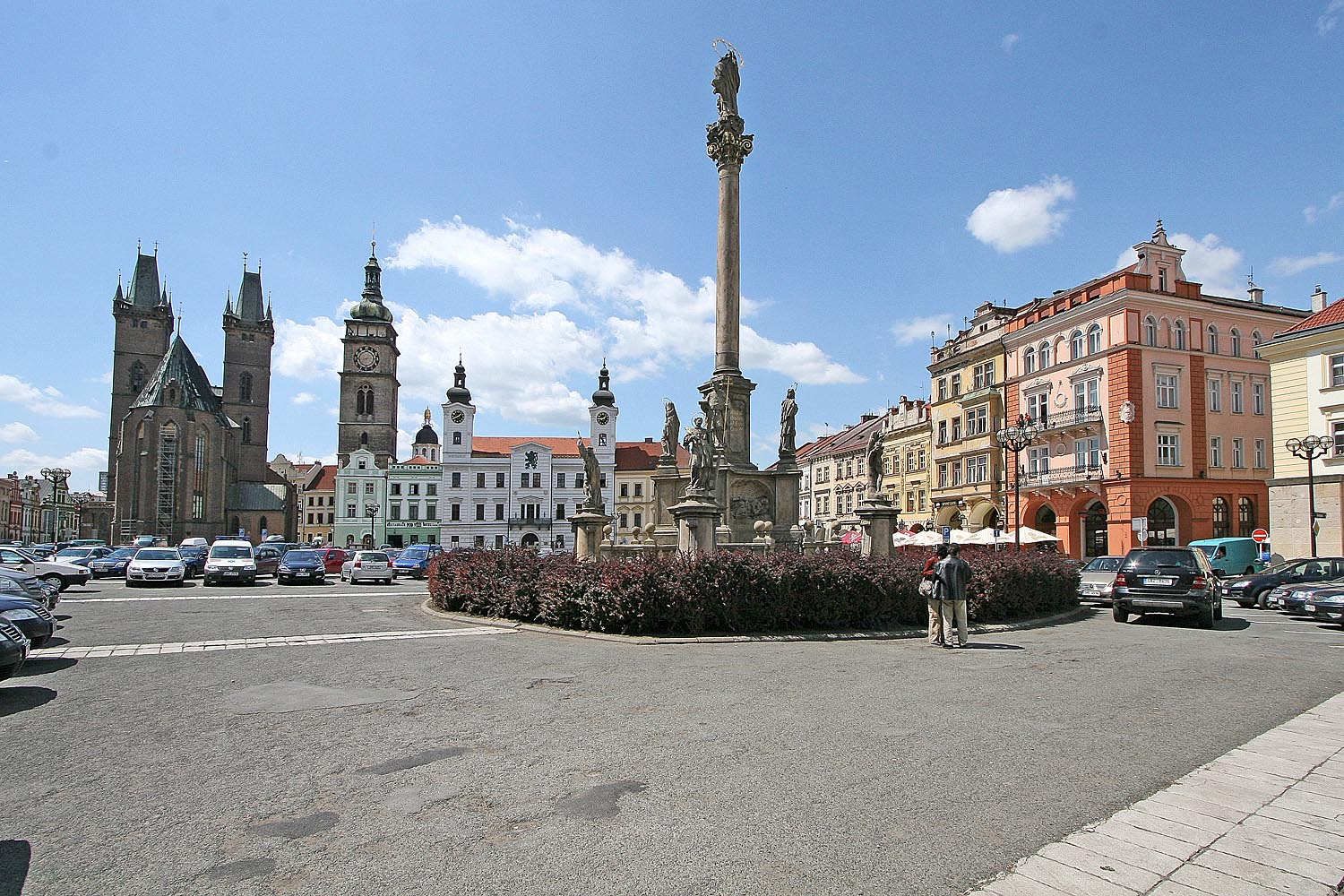
흐라데츠크랄로베구의 행정 중심지인 흐라데츠크랄로베

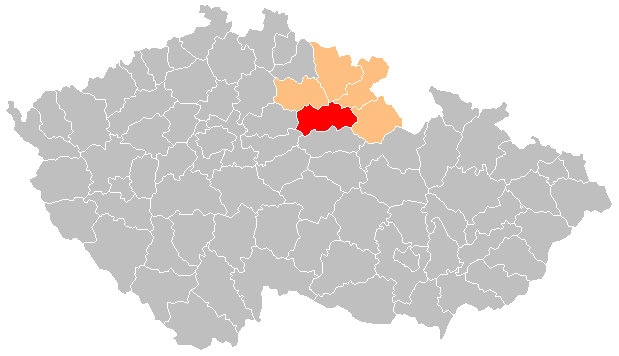
흐라데츠크랄로베구의 위치

흐라데츠크랄로베구(체코어: Okres Hradec Králové)는 체코 흐라데츠크랄로베주를 구성하는 5개 구 가운데 하나로 행정 중심지는 흐라데츠크랄로베이며 면적은 891.62km2, 인구는 163,671명(2019년 1월 1일 기준), 인구 밀도는 180명/km2이다.
흐라데츠크랄로베주 남부에 위치하며 104개 지방 자치체(6개 시, 98개 마을)를 관할한다. 흐라데츠크랄로베주 이친구, 나호트구, 리흐노프나트크네주노우구, 트루트노프구, 중앙보헤미아주 콜린구, 님부르크구, 파르두비체주 파르두비체구와 접한다.